# Academia del aire y del espacio
La Academia del aire y del espacio (en inglés: Académie de l'air et de l'espace o AAE) es una asociación francesa que promueve el desarrollo científico, técnico, económico y cultural de la aeronáutica y el aeroespacio. Se fundó  en 1983 con el nombre de Académie nationale de l'air et de l'espace (el cambio de nombre tuvo lugar en 2007), por iniciativa de André Turcat y de la ciudad de Toulouse, siendo alcalde Dominique Baudis.